# Tyliczki
Tyliczki – wieś w Polsce położona w województwie lubuskim, w powiecie żarskim, w gminie Lipinki Łużyckie.
W latach 1975–1998 miejscowość administracyjnie należała do województwa zielonogórskiego. 
Wieś znajduje się na obszarze sołectwa Zajączek-Tyliczki.